# アムステルダムアホウドリ
アムステルダムアホウドリ（Diomedea amsterdamensis）は、ミズナギドリ目アホウドリ科オオアホウドリ属に分類される鳥類。

## 分布
インド洋のフランス領アムステルダム島でのみ繁殖が確認されている。種小名amsterdamensisは「アムステルダム産の」の意。

## 形態
全長107-122センチメートル。上面の羽衣は暗褐色、顔や下面の羽衣は白い。
嘴はピンク色で、先端が暗色。虹彩は褐色。

## 分類
ワタリアホウドリの亜種とする説もある。

## 生態
食性は動物食で、魚類、イカ、甲殻類などを食べると考えられている。
繁殖形態は卵生。標高500-600メートルにあるコケが繁茂した泥炭湿原に巣を作る。隔年繁殖する。

## 人間との関係
野焼きや干拓、人為的に移入されたウシによる営巣地の破壊、人為的に移入されたノネコやネズミによる捕食などにより生息数は激減している。以前は低地でも繁殖していたが、ウシの影響により営巣地が破壊された。営巣地に牛の侵入防止のため柵を設置するなどの保護対策が進められている。1998年における生息数は70羽、繁殖個体数は40羽と推定されている。